# Diddl
Diddl a fost creat în ziua de 24 august 1990. Atunci a fost făcut primul desen de către desenatorul din Germania,Thomas Goletz. Diddl nu arăta ca un șoricel, cum arată în prezent, mai mult semăna cu un cangur. Unele părti ale primului desen au fost păstrate și în șoricelul de astăzi.
Diddl cu înfățișarea de cangur nu a fost destul de drăguț pentru Thomas Goletz așa că l-a transformat în șoricel. De-a lungul anilor, Diddl a fost îmbunătățit.
Astăzi, Diddl este un șoricel săritor, cu urechi, și picioare mari, întotdeauna zâmbăreț.
Diddl are mulți prieteni, printre care:
-Diddlina (iubita lui Diddl)
-Pimboli
-Mimihopps
-Ackaturbo
-Bibombl
-Milimits
-Wollywell
-Vanillivi
-Galupy
-Profesorul Diddldaddl Blubberpeng
-Merksmir
Diddl și prietenii lui nu se ințeleg bine cu Fratii Broasca (Fritt, Fratt și Friedl)